# Гуамене, Ален
Але́н Гуамене́ (фр. Pierre Alain Gouaméné Guiahouli; 15 июня 1966, Бадьепа, Берег Слоновой Кости) — футболист сборной Кот-д’Ивуара. Играл на позиции вратаря. За национальную сборную выступал с 1987 по 2000 год.
Обладатель Кубка африканских наций 1992 года. В ходе всей финальной стадии турнира не пропустил ни одного гола, за исключением послематчевых пенальти. Был лидером сборной. Отразил решающий послематчевый 11-метровый от Энтони Баффо из сборной Ганы в финале.
Был обладателем рекорда (побитого в 2010 году Ригобером Сонгом из сборной Камеруна) — 7 раз участвовал в розыгрышах Кубка африканских наций (1988—2000).
Участник Кубка конфедераций 1992 года. Пятикратный чемпион Кот-д’Ивуара.
По окончании карьеры тренировал вратарей национальной команды. В 2006 году занял пост главного тренера юниорских сборных Кот-д’Ивуара (до 15 и до 17 лет).

## Достижения
Сборная Кот-д’Ивуара
- Победитель Кубка африканских наций: 1992